# Претуша
Претуша (на албански: Pretushë или Pretusha) е село в Албания, в община Поградец, област Корча.

## География
Селото е разположено южно от Охридското езеро, до границата със Северна Македония на около 4 km южно от Чърава (Чернево). Селото се намира на 826 m надморска височина.

## История
До 2015 година селото е част от община Чърава.